# Гостевщина
Гостевщина — деревня в Валдайском районе Новгородской области. Входит в Любницкое сельское поселение.

## География
Деревня расположена на западе района, на близ границы с Демянским районом, примерно в 30 км на запад от Валдая, высота центра над уровнем моря 114 м. Расположена в 2,5 км от железнодорожной станции «Любница». Ближайшие населённые пункты — Долматово на востоке, деревни Корытенка, Дубровка, Любница на юго-западе и Лутовёнка на северо-востоке.

## Население
| 2010 |
| ---- |
| 9    |